# Würzbutter

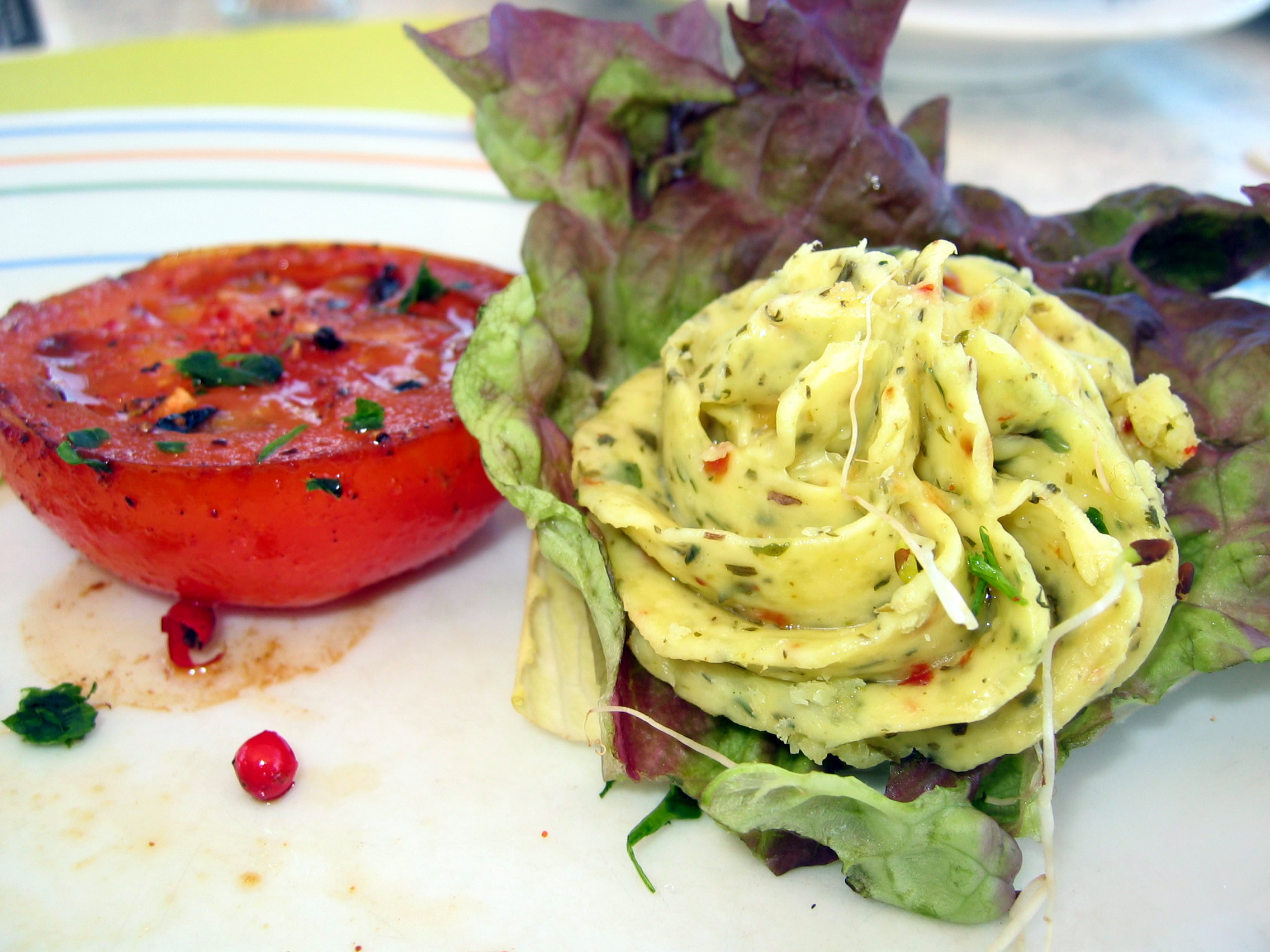
Kräuterbutter

Würzbutter ist eine aus der klassischen französischen Küche stammende Zubereitung aus Butter und aromatisierenden Zutaten.
- Klassische Kräuterbutter (beurre ravigote) ist eine Mischung aus Butter und zahlreichen frischen Kräutern wie Schnittlauch, Petersilie, Kerbel, Estragon, Bibernelle, Thymian und Brunnenkresse, die zusammen mit einer Schalotte sehr fein gehackt wurden, sowie Salz, Pfeffer und Paprikapulver. Sie wird durch ein Sieb gestrichen und kalt vor allem zu gebratenem und gegrilltem Fleisch serviert.

- Haushofmeisterbutter (beurre maître d’hôtel) ist eine Mischung aus Butter, feingehackter Petersilie (oder einer Kräutermischung aus überwiegend Petersilie), Salz, Pfeffer und Zitronensaft.

- Schneckenbutter (beurre d’escargot) enthält zusätzlich zur einfachen Kräuterbutter mehr Schalotten, Knoblauch und Zitronensaft. Sie wird nicht durch ein Sieb gestrichen und ist daher grober in der Konsistenz. Sie ist typischer Bestandteil des Gerichts „Weinbergschnecken auf burgundische Art“ (Escargots à la bourguignonne), bei dem vorgekochte Weinbergschnecken im Gehäuse mit Schneckenbutter überbacken werden.
- Knoblauchbutter (beurre à l'ail) ist eine Mischung aus Butter, Salz und frischem Knoblauch oder Knoblauchpulver.